# Scaphiella schmidti
Scaphiella schmidti är en spindelart som beskrevs av Eduard Reimoser 1939. Scaphiella schmidti ingår i släktet Scaphiella och familjen dansspindlar.
Artens utbredningsområde är Costa Rica. Inga underarter finns listade i Catalogue of Life.